# Geomembrana bitumosa

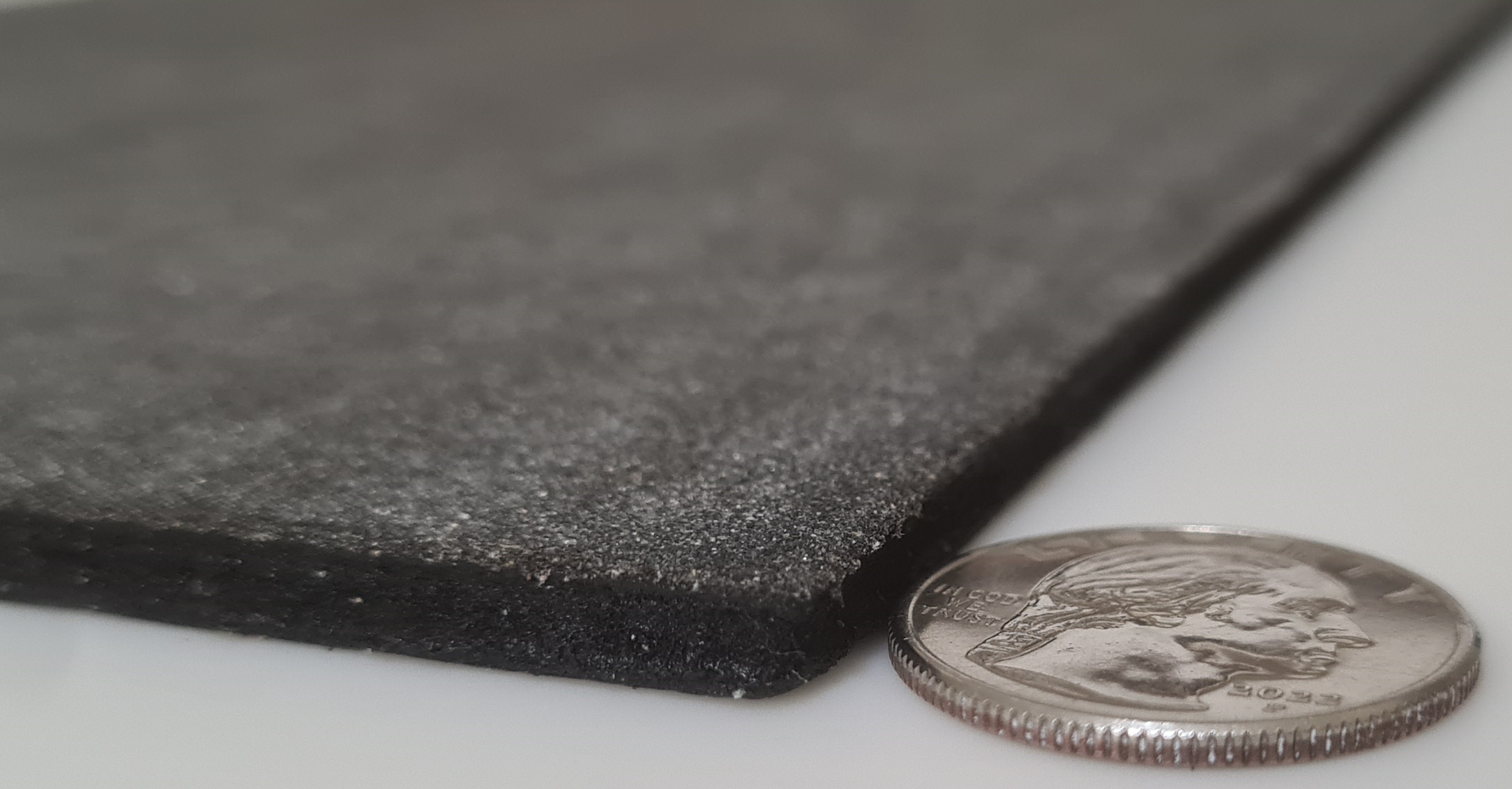
Ejemplo de Geomembrana Bituminosa

La Membrana Geomembranosa Bituminosa (BGM), conocido en inglés como  bituminous geomembrane es un tipo de geomembrana que consta de un geotextil de refuerzo para proporcionar resistencia mecánica y bitumen elastomérico (a menudo llamado asfalto en EE. UU.) para brindar impermeabilidad. Otros componentes como arena, un velo de fibra de vidrio y/o una película de poliéster pueden incorporarse en las capas de una BGM. Las geomembranas bituminosas se diferencian de los materiales de impermeabilización bituminosa utilizados en edificios en parte debido a su ancho de rollo considerable, que puede superar los 5m, y su grosor sustancial de hasta 6.0mm.

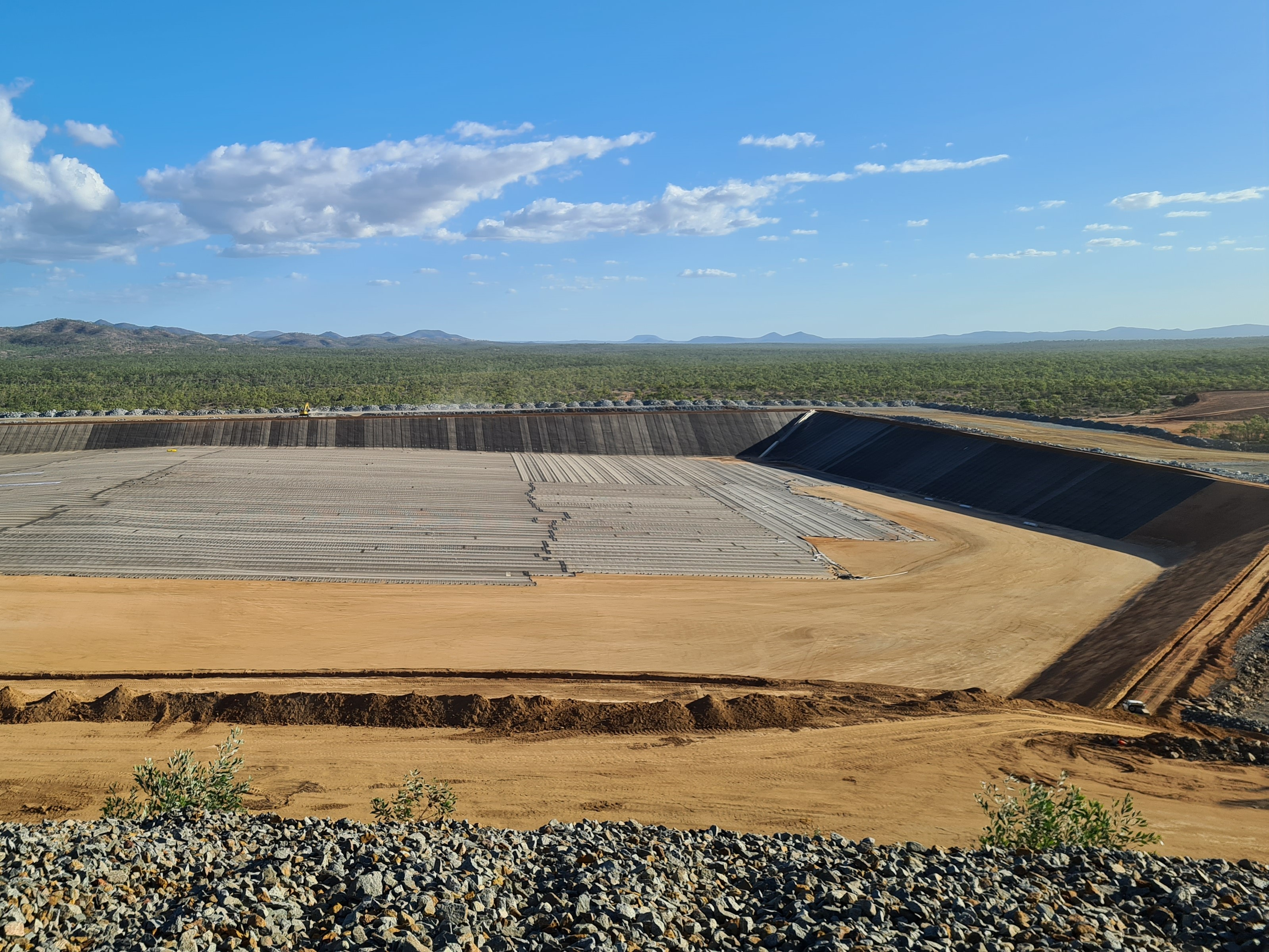
Instalación de la membrana geomembranosa bituminosa en una Presa de relaves

Estas propiedades están diseñadas para la protección ambiental, la infraestructura civil y las aplicaciones mineras. 

## Historia
El uso estimado más antiguo del bitumen se remonta a 40,000 años, a la era paleolítica, y el uso histórico del bitumen como capa impermeabilizante es extenso y está bien documentado. El desarrollo moderno de la geomembrana bituminosa se remonta al primer sistema de doble revestimiento concebido en 1974 por el pionero de los geosintéticos, Jean-Pierre Giroud. Esta novedosa membrana bituminosa se  fabricó mediante el rociado in-situ de bitumen caliente sobre un geotextil de poliéster previamente instalado sobre el suelo de soporte. Poco después de esta primera instalación, se desarrollaron BGM fabricadas en instalaciones industriales con impregnación de bitumen en el geotextil, lo que permitió un alto estándar de control de calidad. Las BGM aplicadas por rociado in-situ quedaron completamente en desuso para 1988.